# Kreuz Stuttgart
Kreuz Stuttgart is een knooppunt in de Duitse deelstaat Baden-Württemberg.
Op dit klaverbladknooppunt ten zuiden van Stuttgart kruist de A831 vanuit Stuttgart en de A81 vanuit Singen (Hohentwiel) aan op de A8 Karlsruhe-München.

## Geografie
Het knooppunt ligt in het zuiden van Stuttgart op de gemeentegrens met de stad Sindelfingen.
Een nabijgelegen stadsdeel is Vaihingen.
Het knooppunt ligt ongeveer 10 km ten zuidwesten van Stuttgart, ongeveer 55 km ten oosten van Karlsruhe en ongeveer 5 km ten noordoosten van Böblingen.
Enkele kilometers ten westen van het knooppunt ligt het Dreieck Leonberg, dat ook erg druk is.

## Configuratie
Rijstrook
Nabij het knooppunt heeft de A8 4+3 rijstroken ten westen van het knooppunt. en  ten oosten van het knooppunt heeft de A8 net als de A831 naar Stuttgart en de A81 richting Gottmadingen 2x3 rijstroken.
Dubbelnummering
Tussen Dreieck Leonberg en Kreuz Stuttgart kennen de A8 en de A81 een gezamenlijk verloop.

## Verkeersintensiteiten
Dagelijks passeren ongeveer 215.000 voertuigen het knooppunt, daarmee behoort het tot de drukste in Baden-Württemberg.
| Van                            | Naar                         | Gemiddeld aantal voertuigen per dag | Percentage vrachtverkeer |
| ------------------------------ | ---------------------------- | ----------------------------------- | ------------------------ |
| AS Leonberg-Ost (A 8 / A 81)   | AK Stuttgart                 | 147.600                             | 12,6 %                   |
| AK Stuttgart                   | AS Stuttgart-Möhringen (A 8) | 127.700                             | 11,6 %                   |
| AK Stuttgart                   | AS Sindelfingen-Ost (A 81)   | 125.200                             | 7,5 %                    |
| AS Stuttgart-Vaihingen (A 831) | AK Stuttgart                 | 67.800                              | 2,7 %                    |

## Richtingen knooppunt
| Aansluitende wegen                                   | Aansluitende wegen | Aansluitende wegen | Aansluitende wegen | Aansluitende wegen                                                                   |
| ---------------------------------------------------- | ------------------ | ------------------ | ------------------ | ------------------------------------------------------------------------------------ |
| richting Dreieck Leonberg A8 Karlsruhe A81 Heilbronn |                    |                    |                    | richting Stuttgart-Vaihingen / -Zentrum                                              |
|                                                      |                    |                    |                    |                                                                                      |
|                                                      |                    |                    |                    |                                                                                      |
|                                                      |                    |                    |                    |                                                                                      |
| richting Sindelfingen Böblingen / Singen             |                    |                    |                    | richting Stuttgart-Möhringen / -Degerloch Luchthaven Stuttgart / Messe Ulm / München |

## Weblinks
- Karte mit der Lage des Autobahnkreuzes